# Titularbistum Oropus
Oropus (ital.: Oropo (Oropi)) war ein Titularbistum der römisch-katholischen Kirche.
Es ging zurück auf ein früheres Bistum in der kleinasiatischen Landschaft Kilikien im Süden der heutigen Türkei. Der Bischofssitz war der Kirchenprovinz Anazarbus zugeordnet.
| Titularbischöfe von Oropus |                                     | |                    |                   |
| Nr.                        | Name                                | Amt | von                | bis               |
| 1                          | Janos de Meliche OP                 | Weihbischof in Esztergom (Ungarn)                                                                                | 7. November 1502   | 1518              |
| 2                          | Michael Herchi de Vadast            | Weihbischof in Agram (Kroatien)                                                                                  | 13. September 1521 |                   |
| 3                          | Polydor von Brixen OCist            | Weihbischof in Agram (Kroatien)                                                                                  | 16. März 1524      | 26. April 1534    |
| 4                          | Ramón Sureda Santa Cilia            | Weihbischof in Mallorca (Königreich Mallorca)                                                                    | 16. April 1674     | 27. Mai 1692      |
| 5                          | Oronzo Alfarano-Capece              | | 15. November 1728  |                   |
| 6                          | Richard O’Reilly                    | Koadjutorbischof von Kildare und Leighlin (Königreich Irland) Koadjutorerzbischof von Armagh (Königreich Irland) | 20. Juni 1781      | 29. November 1787 |
| 7                          | Henri de Chambre d’Urgons           | Weihbischof in Metz (Königreich Frankreich/Erste Französische Republik)                                          | 17. Dezember 1787  | 5. Oktober 1819   |
| 8                          | Stefano Scerra                      | Kurienbischof | 17. September 1827 | 10. April 1851    |
| 9                          | Georg Anton Brinkmann               | Weihbischof in Münster (Königreich Preußen)                                                                      | 15. März 1852      | 7. Mai 1856       |
| 10                         | František Petr Krejčí               | Weihbischof in Prag (Königreich Böhmen)                                                                          | 21. Dezember 1857  | 4. Juli 1870      |
| 11                         | Rocco Cocchia OFMCap                | Apostolischer Delegat in der Dominikanischen Republik und Venezuela, Apostolischer Vikar von Santo Domingo       | 17. Juli 1874      | 15. Juli 1878     |
| 12                         | Sigismondo Brandolini Rota          | Koadjutorbischof von Ceneda (Italien)                                                                            | 28. Februar 1879   | 27. März 1885     |
| 13                         | Donato Velluti Zati di San Clemente | emeritierter Bischof von Pistoia-Prato (Italien)                                                                 | 27. März 1885      | 24. März 1898     |
| 14                         | Edmondo Luypen SJ                   | Apostolischer Vikar von Batavia (Niederländisch-Indien)                                                          | 21. Mai 1898       | 2. Mai 1923       |
| 15                         | Lorenzo Del Ponte                   | Weihbischof in Acqui (Italien)                                                                                   | 5. September 1923  | 14. Mai 1926      |
| 16                         | Giuseppe Marazzi                    | Weihbischof in Albano (Italien)                                                                                  | 8. Juni 1928       | 23. Oktober 1933  |